# Samo Chalupka
Samo Chalupka (Horná Lehota, 27 febbraio 1812 – Horná Lehota, 19 maggio 1883) è stato un poeta e pastore protestante slovacco.

## Biografia

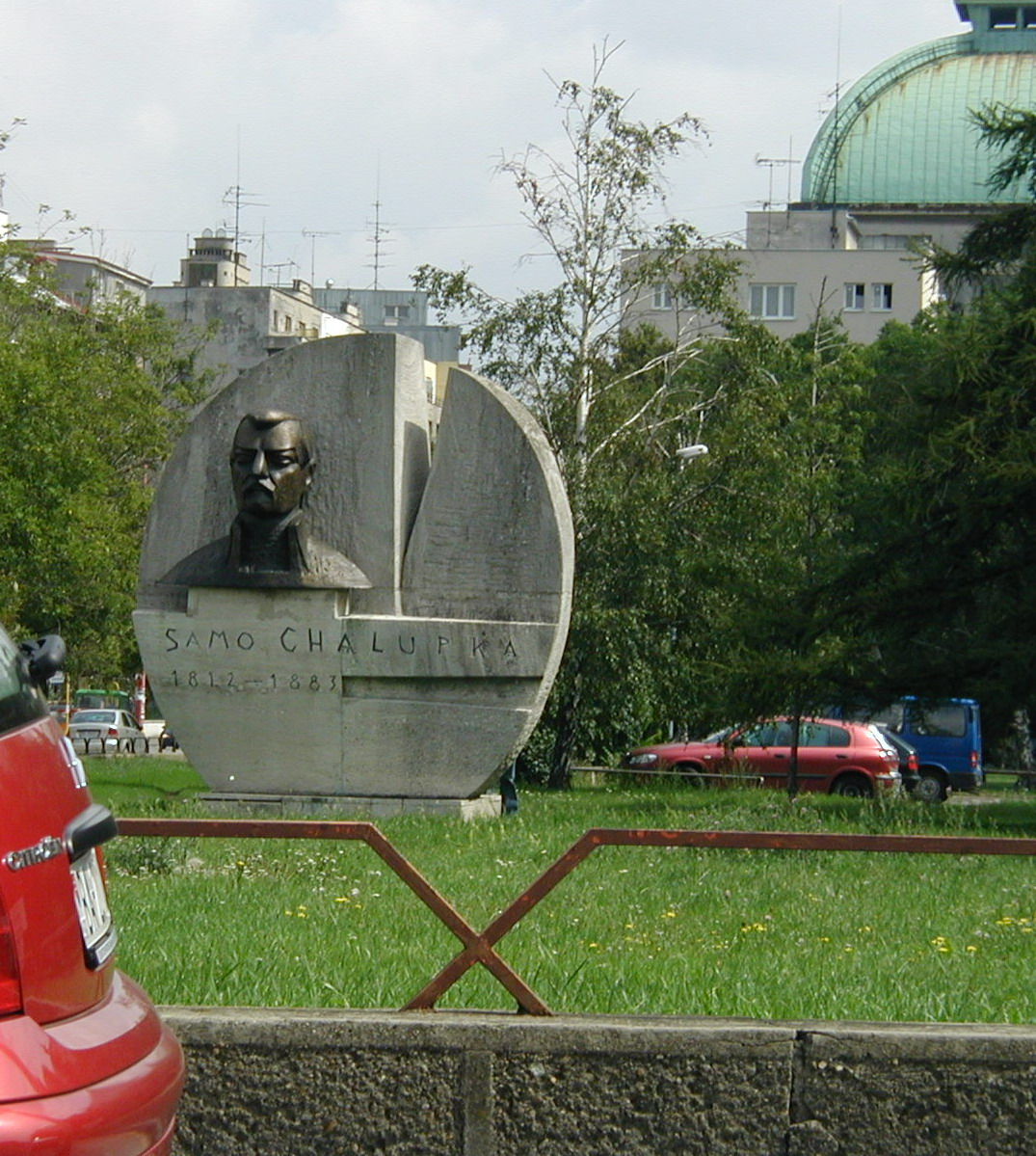
Monumento dedicato a Chalupka nella città di Bratislava

Fratello minore del commediografo Ján Chalupka, studiò presso il liceo evangelico luterano di Bratislava, dove ebbe l'occasione di fondare l'Associazione letteraria slovacca, e successivamente completò i suoi studi teologici e filosofici a Vienna.
Una volta rientrato in patria nel 1830, divenne predicatore, poeta e attivista politico patriottico.
Le sue prime raccolte poetiche risalirono al 1845 ed evidenziarono forti legami con la situazione politico e sociale del suo paese. Da un punto di vista linguistico, mentre le sue prime poesie furono scritte in ceco, per le seguenti il poeta utilizzò la lingua slovacca.
Tre anni dopo, la ballata Starý väzeň ("Il vecchio prigioniero") venne dedicata al ruolo liberatrice assurto dalla grande madre russa. In questa, come anche in altre opere, l'autore si mostrò influenzato dai modelli di pensiero panslavistici espressi da Ján Kollár.
Nel 1860, dopo la caduta del governo assolutistico di Bach, il poeta pubblicò la raccolte Boj pri Jelšave ("La battaglia di Jelšava"), e tre anni dopo Turčín Poničan ("Il turco di Ponikin"), che ricordavano le vittoria antiche sui Turchi ed esaltavano il patriottismo slovacco.
Il poemetto Mor ho! ("Ammazzalo!") del 1864 viene considerato dalla critica come una delle espressioni liriche indipendentiste più alte della letteratura slovacca.
La trama favoleggia una contesa fra i capostipiti del popolo slovacco e l'imperatore Costantino I, necessaria a preservare i primi da un'oppressione politica. La trama non ha nessuna validità storica, ma risultò importante sia per far risaltare i valori patriottici di Chalupka, sia per la validità letteraria dell'opera, grazie all'incisività delle scene descritte, all'intensità espressiva dei versi, alla fluidità della narrazione.

## Opere principali

### Poesie
- Sen
- Zrada
- Mor ho!

### Prosa
- Likavský väzeň
- Kráľohoľská
- Junák
- Boj pri Jelšave
- Turčín Poničan
- Kozák
- Branko
- Starý väzeň
- Odboj Kupov